# Відкритий чемпіонат Франції з тенісу 1985
Відкритий чемпіонат Франції з тенісу 1985  — тенісний турнір, що проходив на відкритому повітрі на ґрунтових кортах Стад Ролан Гаррос у Парижі з 27 травня по 9 червня 1985 року. Це був 84 Відкритий чемпіонат Франції, перший турнір Великого шолома в календарному році. 

## Огляд подій та досягнень
У чоловіків Матс Віландер переміг у фіналі минулорічного  чемпіона Івана Лендла. Віландер виграв чемпіонат Франції вдруге, а загалом це була для нього четверта перемога в турнірах Великого шолома. 
У жінок Кріс Еверт перемогла у фіналі минулорічну чемпіонку Мартіну Навратілову. Для Еверт це були 6-та перемога в Парижі та 17-ий титул Великого шолома загалом.

## Результати фінальних матчів

### Дорослі
| Одиночний розряд. Чоловіки          |                                  |                    |
| Матс Віландер                       | Іван Лендл                       | 3–6, 6–4, 6–2, 6–2 |
|                                     |                                  |                    |
| Одиночний розряд. Жінки             |                                  |                    |
| Кріс Еверт                          | Мартіна Навратілова              | 6–3, 6–7(4-7), 7–5 |
|                                     |                                  |                    |
| Парний розряд. Чоловіки             |                                  |                    |
| Марк Едмондсон Кім Ворвік           | Шломо Глікштейн Ганс Сімонссон   | 6–3, 6–4, 6–7, 6–3 |
|                                     |                                  |                    |
| Парний розряд. Жінки                |                                  |                    |
| Мартіна Навратілова Пем Шрайвер     | Клаудія Коде-Кільш Гелена Сукова | 4–6, 6–2, 6–2      |
|                                     |                                  |                    |
| Мікст                               |                                  |                    |
| Мартіна Навратілова Гейнц Гюнтгардт | Пола Сміт Франциско Гонсалес     | 2–6, 6–3, 6–2      |
|                                     |                                  |                    |

## Виноски
1. ↑  Abt, Samuel (10 червня 1985). Wilander Topples Lendl in 4-Set Final. New York Times. Архів оригіналу за 5 серпня 2017. Процитовано 18 грудня 2010.
2. ↑  ATP – 1985 Roland Garros Men's Singles Draw. ATP.
3. ↑  Trengove, Alan (10 червня 1985). Gutsy Lloyd Outlasts Off-form Navratilova. Paris, France: Sydney Morning Herald. Процитовано 18 грудня 2010.
4. 1 2 3  WTA Tournament Archive – 1985 Roland Garros (PDF). WTA. Архів оригіналу (PDF) за 6 червня 2016. Процитовано 5 серпня 2017.
5. ↑  ATP – 1985 Roland Garros Men's Doubles Draw. ATP.